# Бурлэнге
Бурлэнге, Бу́рленге (швед. Borlänge) — город в центральной части Швеции на реке Далэльвен, крупнейший в лене Даларна. Центр одноименной коммуны.
Одноимённая деревня с таким названием известна с 1390 года. Рабочий посёлок возник в 1870-х годов. Благодаря начавшейся индустриализации он получил статус города в 1944 году.

## Экономика
Центр чёрной металлургии, целлюлозно-бумажный комбинат, ГЭС.

## Образование
В городе располагается одна из двух частей университетского колледжа Даларны

## Музыка
В городе проходит один из крупнейших в стране фестивалей — Peace & Love. В Бурленге родились тенор Юсси Бьёрлинг и музыкант Miss Li, также его уроженцы основали несколько музыкальных коллективов: Astral Doors, Cryonic Temple, Dozer, Mando Diao, Rootvälta, Sator, Sugarplum Fairy.

## Спорт
В городе базируются следующие футбольные клубы: ИК Браге, Далкурд, Форсса БК, ИФ Тунабро, Ислингбю ИК, Кварнсведенс ИК. Из проживающих в городе сомалийцев создана сборная Сомали по хоккею с мячом.